# 루마니아 텔레비전
루마니아 텔레비전(루마니아어: Televiziunea Română, 약칭 TVR)은 루마니아의 공영 텔레비전 방송국이다. 6개의 채널과 6개의 지역 방송을 운영하고 있다.

## 역사

### 방송 시작
TVR은 1956년 12월 31일에 부쿠레슈티 Molière 2번가의 작은 건물에서 첫 방송을 시작하였다. 이후 1969년에 Dorobanților 가의 새 방송 센터로 옮겼다.

### 챠우셰스쿠 시대
TVR2는 1968년에 "Programul 2"란 명칭으로 방송을 시작하였다. 그러나, 1985년에 TVR2의 방송이 중단되었고, TVR1은 루마니아의 유일한 방송 채널이 되었다.
1983년, TVR은 컬러 텔레비전 방송을 실시하였다. 다른 동구권 국가들이 소련의 지원을 받아 SECAM 방식을 사용한 것과 달리 TVR은 PAL 방식을 채용하였다.
1985년과 1989년 사이 "energy saving programme"란 이름으로 하루에 20:00~22:00의 단 2시간 동안만 방송되었고, 방송 내용도 니콜라에 차우셰스쿠와 엘레나 차우셰스쿠 부부의 개인 숭배에 이용되었다. 단, 토요일에는 13:00~15:00, 19:00~22:30에도 방송되었고, 일요일은 토요일과 같은 방송시간에 11:30~12:30 사이의 어린이 프로그램도 방송되었다. 당시 주중 두 시간 동안 방송되던 프로그램은 아래와 같다.
- 19:53 루마니아 사회주의 공화국 국가 연주 <"Trei culori, (삼색기)">
- 19:57 민주주의와 사회주의 화합 전면 ("Frontul Democrației și Unității Socialiste", FDUS) 찬가 연주 <"E scris pe tricolor Unire (삼색기 노래)">
- 19:59:30 방송 개시 (시각)
- 20:00 뉴스 <"Telejurnal">
- 20:20 챠우셰스쿠 찬양 특별 방송 (다큐멘터리 및 음악)
- 21:00 연극, 오페라, 사회주의 영화 등
- 21:50 뉴스 <"Telejurnal">
- 21:58 방송 종료 ("Hora Unirii")

이후 주중에서도 19:00~22:00로 방송시간이 확대되기도 하였다.

### 1989년 루마니아 혁명 이후
1989년 12월 1989년 루마니아 혁명이 일어나면서, 반군은 12월 22일 오후에 TVR의 건물을 점거하였다. 그 후 방송국명을 "자유 루마니아 텔레비전" (Televiziunea Română Liberă, 약칭 TVRL)으로 바꾸었다. 1990년 2월 17일에는 TVR2의 방송이 재개되었다.
1993년 1월 1일 TVR은 루마니아 라디오 방송 회사(ROR)와 함께 Radioteleviziunea Româna (RTVR)의 일원으로 유럽 방송 연맹(EBU)의 정회원이 되었다.
2008년 6월 1일에는 HD 채널인 TVR HD가 개국하였다. 유로 2008과 2008년 하계 올림픽을 HD로 전송하였다.

## 채널
- 전국 채널
  - TVR1 (HD) : 1956년 12월 31일 개국
  - TVR2 (HD) : 1968년 5월 2일 개국, 1985년 1월 20일에 잠시 폐국된 이후 1990년 5월 23일에 재개국[1]
  - TVR3 : 지역 네트워크 채널. 2008년 10월 10일 개국
  - TVR Info : 뉴스 채널, 2008년 12월 31일 개국, 2012년 8월 15일 잠시 폐방했다가 2022년 6월 22일 재개국
  - TVR Cultural : 문화 채널, 2002년 3월 개국, 2012년 9월 15일 잠시 폐방했다가 2022년 12월 1일 재개국
  - TVR Folclor :  민속 채널, 2023년 11월 27일에 개설된 민속 채널입니다
  - TVR Sport : 스포츠 채널, 2024년 3월 30일 오픈한 스포츠 채널입니다.
  - TVRi : 국제 채널, 1995년 개국
- 폐국된 채널
  - TVR News : 뉴스 채널, 2012년 11월 15일~2015년 8월 1일
  - TVR HD : 고선명 텔레비전 채널, 2008년 6월 1일~2019년 11월 3일. 이후 TVR1과 TVR2가 HD화.

- 지역 채널
  - TVR 부쿠레슈티(TVR București), TVR 클루이(TVR Cluj), TVR 크라이오바(TVR Craiova), TVR 이아시(TVR Iași), TVR 트르구무레슈(TVR Târgu Mureș), TVR 티미쇼아라(TVR Timișoara)

## 같이 보기
- 루마니아 라디오 방송 회사